# Acrocercops chionosema
Acrocercops chionosema (tên tiếng Anh: Macadamia Leaf Miner) là một loài bướm đêm thuộc họ Gracillariidae. Nó được tìm thấy ở Queensland và New South Wales.
Sải cánh dài khoảng 6 mm. Con trưởng thành có cánh trước tối màu với ba thanh màu trắng trên mỗi cánh. Các cánh sau rất hẹp có một làn lông rộng dọc theo rìa bên trong.
Ấu trùng ăn các loài Macadamia (bao gồm Macadamia integrifolia và Macadamia tetraphylla) và Stenocarpus (bao gồm Stenocarpus salignus). Chúng cuộn lá làm tổ. 